# Edyta Górniak Akustycznie
Edyta Górniak Akustycznie – pierwsza w karierze Edyty Górniak akustyczna trasa koncertowa.
Pierwsza część trasy (w 2018) rozpoczęła się 21 października 2018 w Gdańsku, a zakończyła 6 grudnia 2018 w Suwałkach. Składała się z 16 koncertów. Na początku 2019 artystka zapowiedziała przedłużenie trasy koncertowej.
Po zakończeniu trasy Edyta Górniak planowała nagranie płyty z utworami, które wykonywała podczas koncertów.

## Terminy i miejsca koncertów
Źródło:
| Data                          | Miejscowość   | Obiekt                                                            |
| Etap pierwszy                 | Etap pierwszy | Etap pierwszy                                                     |
| ----------------------------- | ------------- | ----------------------------------------------------------------- |
| 21 października 2018          | Gdańsk        | Filharmonia Bałtycka                                              |
| 23 października 2018          | Kraków        | Centrum Kongresowe ICE Kraków                                     |
| 24 października 2018          | Stalowa Wola  | Miejski Dom Kultury                                               |
| 25 października 2018          | Lublin        | Centrum Spotkania Kultur w Lublinie                               |
| 27 października 2018          | Rzeszów       | Filharmonia Podkarpacka                                           |
| 28 października 2018          | Kielce        | Sala Koncertowa Filharmonii Świętokrzyskiej im. Oskara Kolberga   |
| 29 października 2018          | Częstochowa   | Filharmonia Częstochowska im. Bronisława Hubermana                |
| 30 października 2018          | Łódź          | Teatr Wielki                                                      |
| 14 listopada 2018, popołudnie | Warszawa      | Teatr Dramatyczny                                                 |
| 14 listopada 2018, wieczór    | Warszawa      | Teatr Dramatyczny                                                 |
| 24 listopada 2018             | Zabrze        | Dom Muzyki i Tańca                                                |
| 27 listopada 2018             | Bydgoszcz     | Filharmonia Pomorska im. Ignacego Jana Paderewskiego w Bydgoszczy |
| 29 listopada 2018             | Szczecin      | Filharmonia im. Mieczysława Karłowicza                            |
| 30 listopada 2018             | Poznań        | Sala Ziemi                                                        |
| 1 grudnia 2018, popołudnie    | Wrocław       | Wrocławskie Centrum Kongresowe                                    |
| 1 grudnia 2018, wieczór       | Wrocław       | Wrocławskie Centrum Kongresowe                                    |
| 3 grudnia 2018                | Toruń         | Centrum Kulturalno-Kongresowe Jordanki                            |
| 6 grudnia 2018                | Suwałki       | Suwalski Ośrodek Kultury                                          |
| Etap drugi                    |               |                                                                   |
| 8 listopada 2019              | Kraków        | Centrum Kongresowe ICE Kraków                                     |
| 10 listopada 2019             | Katowice      | Katowice – Miasto Ogrodów                                         |
| 15 listopada 2019             | Poznań        | Sala Ziemi                                                        |
| 16 listopada 2019             | Łódź          | Teatr Muzyczny                                                    |
| 17 listopada 2019             | Wrocław       | Wrocławskie Centrum Kongresowe                                    |
| 12 grudnia 2019               | Szczecin      | Filharmonia im. Mieczysława Karłowicza                            |
| 14 grudnia 2019               | Gdańsk        | Filharmonia Bałtycka                                              |
| 16 stycznia 2020              | Białystok     | Opera i Filharmonia Podlaska                                      |

## Lista utworów
1. Perfect Heart
2. Szyby
3. Kolorowy Wiatr
4. Nie proszę o więcej
5. Nie zapomnij
6. Dotyk
7. Kasztany
8. Nie opuszczaj mnie
9. Wicked Game
10. I Feel Good
11. How Do You Know
12. If I Give Myself (Up) To You
13. I Don’t Know What’s on Your Mind
14. When You Come Back to Me
15. Tafla
16. Tylko Ty
17. Litania
18. Malagenia
19. To nie ja!

## Zespół
- Paweł Tomaszewski – fortepian / kierownictwo muzyczne
- Radosław Pendziałek – gitary
- Tomasz Kańtoch – gitara basowa
- Grzegorz Kańtoch – perkusja